# Don Quixote Pond
Der Don Quixote Pond ist ein See im ostantarktischen Viktorialand. Im North Fork des Wright Valley liegt er 1,7 km nordöstlich des Dais Col. Der zugefrorene See besteht aus Süßwasser, das über einer Schicht Salzwasser angeordnet ist.
Seinen an die literarische Figur des Don Quixote des spanischen Schriftstellers Miguel de Cervantes angelehnten Namen erhielt er durch Geologen der Illinois State University, die zwischen 1973 und 1976 die Hydrogeologie in diesem Gebiet untersuchten.